# اگوآ وینبا
اگوآ وینبا (نام علمی: Eugoa winneba) نام یک گونه از تیره شاپرک‌های ببری است.